# Kolm

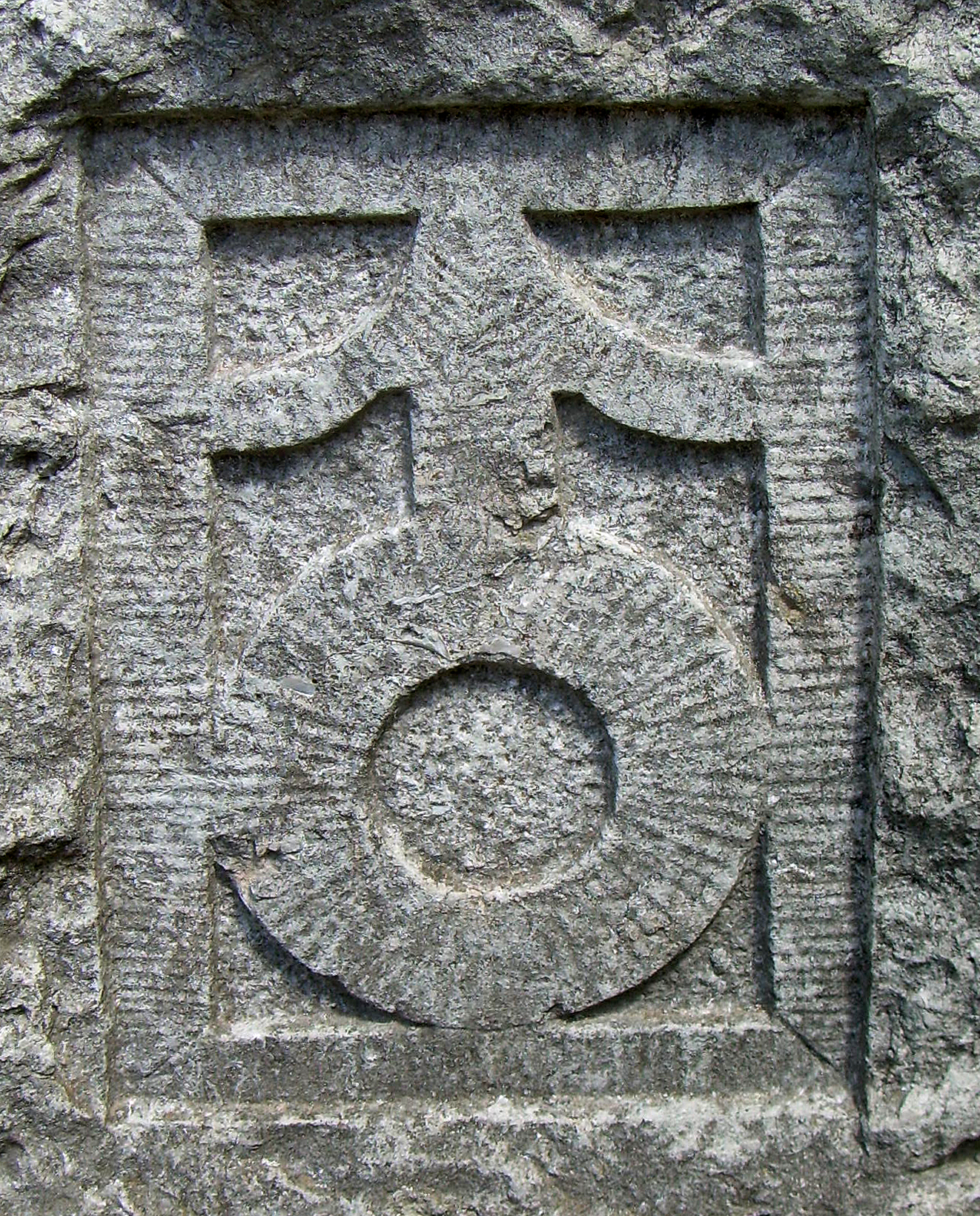
AB Kolms emblem

Kolm är en uranhaltig kolsubstans som återfinns i alunskiffer och som utvinns ur antracit. Uranhalten är upp till 0,5 procent, eller 4–5 kg uran per ton kolm.
I slutet av 1800-talet upptäcktes att alunskiffer i Billingen innehåller uran. Detta var vid denna tid ointressant, tills Marie och Pierre Curie några år senare visade att mineral med uran även innehåller radium, ett ämne som vid denna tid var värdefullt. I början av 1900-talet bildades ett bolag vid namn AB Kolm för att utvinna radium ur alunskiffer från Billingen, men detta misslyckades och företaget lades ner 1915.